# Freedom Force vs The 3rd Reich
Freedom Force vs The 3rd Reich es un videojuego de rol táctico en tiempo real desarrollado y distribuido por Irrational Games. En esta secuela para Freedom Force, el jugador guía a un grupo de superhéroes cuando ellos viajan atrás en el tiempo a derrocar a la Alemania Nazi y sus aliados durante la Segunda Guerra Mundial. Este fue lanzado a principios de marzo de 2005.